# Marion Tietz
Pour les articles homonymes, voir Tietz.
Marion Tietz, née le 17 novembre 1952 à Berlin, est une handballeuse internationale est-allemande.
Avec l'équipe d'Allemagne de l'Est, elle participe aux Jeux olympiques de 1976 et 1980 où elle remporte respectivement des médailles d'argent et de bronze.
En 1975 et en 1978, elle remporte le titre de championne du monde.